# 雨が好きだった
『雨が好きだった』（あめがすきだった）は、pigstarの通算2枚目のミニアルバム。2005年10月26日にBUDDY RECORDSよりリリース。

## 解説
pigstarのセカンドアルバム。前作『グライド』よりわずか約6ヵ月後にリリースされた。タイトル曲「雨が好きだった」は日本テレビ系「ニュースプラス1」スポーツエンタメコーナー・テーマソングに起用された。

## 収録曲
1. 雨が好きだった
  - 作詞・作曲:関口トモノリ
  - 日本テレビ系「ニュースプラス1」スポーツエンタメコーナー・テーマソング
2. 投げる
  - 作詞・作曲:関口トモノリ
3. ポルカ
  - 作詞・作曲:関口トモノリ
4. EMPTY WORLD
  - 作詞・作曲:関口トモノリ
5. 台風一過
  - 作詞・作曲:関口トモノリ
6. to mother
  - 作詞・作曲:関口トモノリ